# Litargus intricatus
Litargus intricatus is een keversoort uit de familie boomzwamkevers (Mycetophagidae). De wetenschappelijke naam van de soort werd in 1891 gepubliceerd door Thomas Blackburn.